# 新潟県道556号新潟東港線

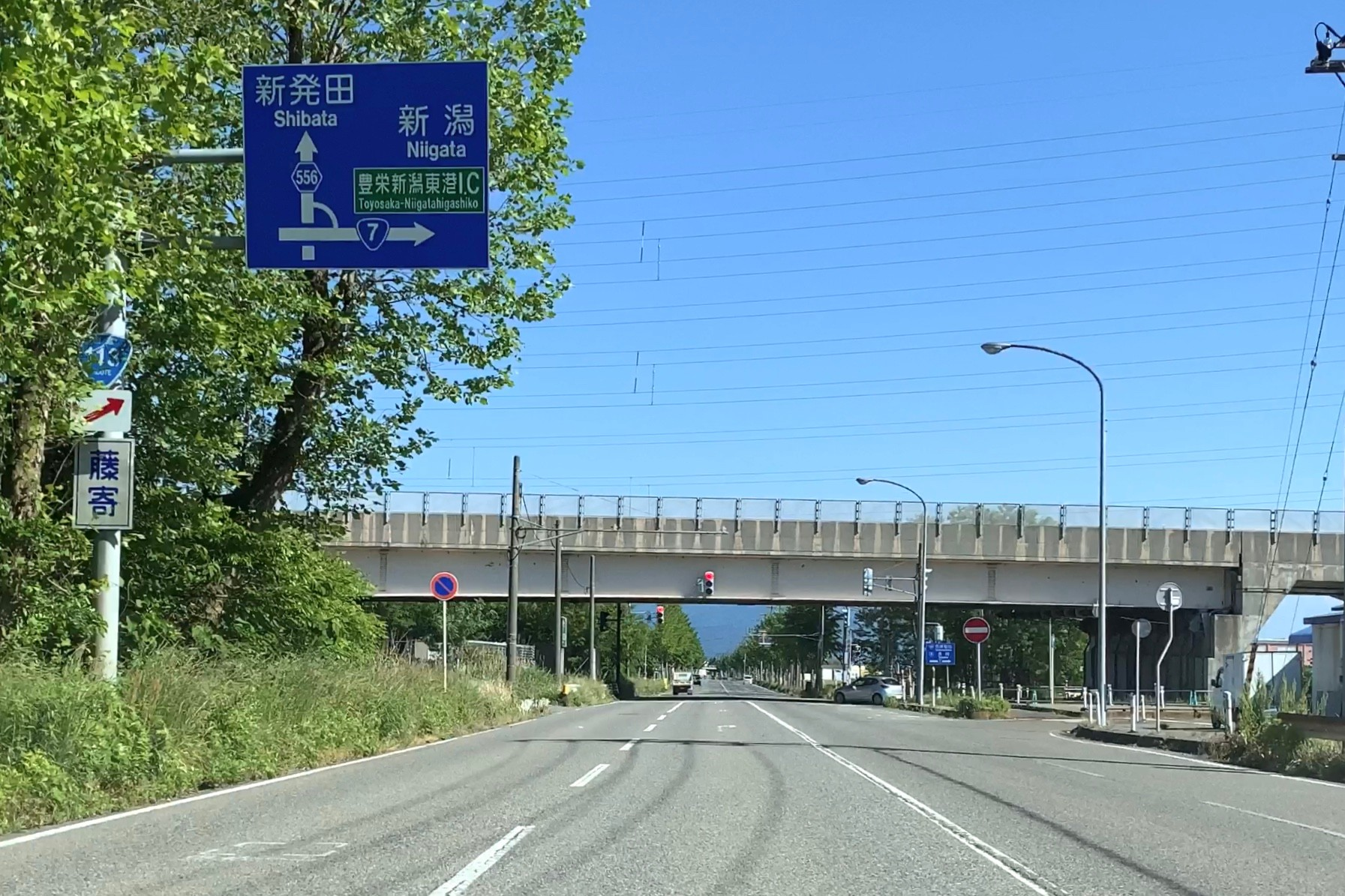
東港IC（2020年5月）

新潟県道556号新潟東港線（にいがたけんどう556ごう にいがたひがしこうせん）は、新潟県北蒲原郡聖籠町別行を起点に、同県北蒲原郡聖籠町藤寄に至る一般県道である。

## 概要
- 起点：北蒲原郡聖籠町大字別行字別行沢
- 終点：北蒲原郡聖籠町大字藤寄